# Astrobee

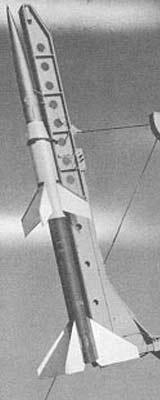
Um foguete Astrobee 200 pronto para lançamento.

Astrobee, é um foguete de sondagem, movido a combustível sólido, de origem Norte Americana.

## Origens
No final da década de 50, foguetes movidos a combustível sólido se tornaram opções viáveis e competitivas em relação aos foguetes movidos a combustível líquido (Aerobee) desenvolvidos pela Aerojet General.
Foguetes como o Nike Deacon e Nike Cajun, se mostravam mais baratos para produzir, mais simples de operar e em muitos casos, com performance equivalente e até melhor.
Para se manter como líder no mercado de foguetes de sondagem para uso civil e militar, a Aerojet desenvolveu uma série de foguetes movidos a combustível sólido. A série Astrobee.

## Modelos
A primeira série de modelos, serviu mais como prova de conceito para que a Aerojet se capacitasse na produção de foguetes movidos a combustível sólido, ao longo da década de 60.

### Astrobee 500
Foguete de 3 estágios (1 x Genie + 1 x Alcor + 1 x Asp)
- Altura: 7,8 m
- Diâmetro: 38 cm
- Massa total: 900 kg
- Carga útil:
- Apogeu: 1.000 km (estimado)
- Estreia: 22 de março de 1960
- Último: 22 de março de 1960
- Lançamentos: 1 (falha)

### Astrobee 1500
Foguete de 3 estágios (2 x Recruit + 1 x Aerojet Jr + 1 x Alcor)
- Altura: 10,40 m
- Diâmetro: 79 cm
- Massa total: 5.200 kg
- Carga útil:
- Apogeu: 2.000 km
- Estreia: 8 de março de 1961
- Último: 15 de outubro de 1969
- Lançamentos: 10

### Astrobee 200
Foguete de 2 estágios (1 x Genie + 1 x Alcor)
- Altura: 6,3 m
- Diâmetro: 38 cm
- Massa total: 800 kg
- Carga útil:
- Apogeu: 350 km
- Estreia: 30 de junho de 1961
- Último: 14 de dezembro de 1966
- Lançamentos: 10

A segunda série de modelos, de apenas um estágio, usava os novos motores a combustível sólido com capacidade de produzir dois níveis de empuxo. A ideia inicial, era a produção de 3 modelos: o D, o E e o F, nomes atribuídos pelo fato de que eles seriam destinados a pesquisas nas áreas D, E e F da ionosfera. Apenas os modelos D e F foram produzidos, e foram bastante utilizados na década de 70.

### Astrobee D
- Altura: 3,9 m
- Diâmetro: 15 cm
- Massa total: 100 kg
- Carga útil:
- Apogeu: 140 km
- Estreia: 8 de junho de 1970
- Último: 16 de fevereiro de 1980
- Lançamentos: 48

### Astrobee F
- Altura: 11,5 m
- Diâmetro: 38 cm
- Massa total: 1.200 kg
- Carga útil:
- Apogeu: 375 km
- Estreia: 26 de setembro de 1972
- Último: 2 de março de 1983
- Lançamentos: 49